# Amato de Montecassino
Amato de Montecassino, în latină Amatus Casinensis (n. 1010, Salerno, Italia – d. 1 martie 1090, abația Monte Cassino⁠(d), Statele Papale) a fost călugăr din Ordinul benedictinilor la abația de la Monte Cassino, a fost unul din cei trei cronicari majori italo-normanzi, alături de Guglielmo de Apulia și de Goffredo Malaterra.

## Scrieri
Scrierea lui Amato, L'Ystoire de li Normant (Istoria normanzilor), realizată în opt cărți, scrisă în original în limba latină în jurul anului 1080, dar păstrată doar într-o versiune mai tîrzie în franceza medievală, constituie o sursă de primă mână pentru istoria normanzilor din zona medieraneană, văzută din perspectiva marii abații de la Montecassino, unul dintre cele mai importante centre culturale și religioase ale creștinătății din secolul al XI-lea. Amato descrie asediile efectuate de normanzi asupra orașelor Bari și Salerno, cucerirea de către ei a Siciliei, cariera lui Robert Guiscard (duce de Apulia), ca și punctul de vedere al scaunului papal în timpul reformei gregoriene a papei Grigore al VII-lea, fiind inserată cu elemente miraculoase și profeții.